# Липовац (Градина)
Липовац (до 1991. године Хаџићево) је насељено место у саставу општине Градина у Вировитичко-подравској жупанији, Република Хрватска.

## Име
Село се до 1921. године звало Сраковац, а 1931. године зове се Хаџићево. После Другог светског рата, селу је промењено име у Миљановићево, а после политичких промена, 1991. године, селу је враћено старо име Хаџићево. Од 2001. године из разлога промена назива насеља са српским призвуком, селу је промењено име у Липовац.

## Историја
До територијалне реорганизације у Хрватској налазио се у саставу старе општине Вировитица.

## Становништво
На попису становништва 2011. године, Липовац је имао 312 становника.

## Попис 1991.
На попису становништва 1991. године, насељено место Хаџићево је имало 304 становника, следећег националног састава:
| Попис 1991.‍  | Попис 1991.‍  | Попис 1991.‍ | Попис 1991.‍ | Попис 1991.‍ |
| ------------ | ------------ | ----------- | ----------- | ----------- |
|              |              |             |             |             |
| Срби         | Срби         |             | 229         | 75,32%      |
| Хрвати       | Хрвати       |             | 48          | 15,78%      |
| Југословени  | Југословени  |             | 8           | 2,63%       |
| неопредељени | неопредељени |             | 11          | 3,61%       |
| непознато    | непознато    |             | 8           | 2,63%       |
| укупно: 304  |              |             |             |             |